# Décorations de l'armée de terre des États-Unis
Les décorations de l'armée de terre des États-Unis sont les décorations militaires décernées aux membres de l'Armée de terre des États-Unis par le département de la Défense des États-Unis. Avec les badges militaires, elles signalent les haut faits de la carrière d'un militaire.
Les premières médailles de l'armée de terre sont apparues durant la guerre de Sécession et étaient généralement attribuées par des commandants locaux sur des bases non officielles. La Medal of Honor a été la première décoration officielle créée. Elle est l'unique décoration qui a perduré depuis la guerre de Sécession jusqu'à nos jours.
En outre, les règlements de l'armée de terre des États-Unis stipulent que toutes les distinctions d'unité seront portées séparées des décorations individuelles sur le côté opposé de l'uniforme militaire. L'armée de terre est le seul service à exiger cette séparation entre ces deux types de décorations. Toutes les distinctions d'unité sont portées ci-jointes dans un liseré doré.

## Histoire
La guerre hispano-américaine a été la première occasion de distribuer largement des médailles de campagne, tant pour le service dans le conflit que pour la participation dans l'occupation qui s'ensuivit. Après la guerre hispano-américaine, les médailles dans l'armée de terre des États-Unis sont tombées en désuétude et, mis à part quelques "medal of honor" décernées en temps de paix, il y avait aucune nouvelle médaille créée jusqu'à la Première Guerre mondiale. 

La Première Guerre mondiale a vu la première distribution massive de médailles pour le combat, et la "medal of honor" a retrouvé sa fonction première (ie: attribution pour courage dans la bataille contre une force ennemie). La Distinguished Service Cross a été également créée pour les soldats qui avaient exécuté des actions courageuses, mais pas au niveau exigé de la "medal of honor". La seule autre médaille de Première Guerre mondiale a été la médaille de la victoire, accompagnée par des barrettes pour marquer la participation aux combats.
Dans les années 1920 et 1930, l'armée de terre des États-Unis décerna très peu de décorations et il était courant pour un militaire d'achever une carrière entière sans recevoir une seule médaille. Avec le déclenchement de la Seconde Guerre mondiale, l'armée de terre a commencé la plus grande distribution de médailles depuis la guerre hispano-américaine. elle distribua également bon nombre de décorations interarmées. 

De plus, plusieurs médailles de campagne de Seconde Guerre mondiale ont été créées pour les différents théâtres d'opérations. À la fin de la guerre, une médaille de la victoire a été créé à la fin du conflit, ainsi qu'une médaille d'occupation.
Dans les années 1950 et 1960, l'Armée a augmenté le nombre de médailles et de rubans, et le nombre de militaires pouvant prétendre à différentes médailles interarmées et médailles de service (comme les Forces armées la Armed Forces Expeditionary Medal ou la National Defense Service Medal).
Dans l'ère moderne, les membres d'autres branches militaires servant sous commandement de l'armée de terre ont aussi le droit recevoir des décorations de l'armée de terre. Tous les militaires de l'armée de terre peuvent recevoir des décorations inter-service, des décorations internationales et certaines médailles étrangères autorisées. Le département de l'Armée de terre accorde aussi un nombre limité de récompenses civiles.
Actuellement, les décorations actives dans l'armée de terre des États-Unis sont les suivantes :

## Décorations de l'armée des États-Unis
| Distinguished Service Cross | Distinguished Service Medal | Soldier's Medal | Army Commendation Medal | Army Achievement Medal |
| --------------------------- | --------------------------- | --------------- | ----------------------- | ---------------------- |
|                             |                             |                 |                         |                        |
|                             |                             |                 |                         |                        |

## Médailles pour bonne conduite
| Army Good Conduct Medal | Army Reserve Components Achievement Medal |
| ----------------------- | ----------------------------------------- |
|                         |                                           |
|                         |                                           |

## Distinctions d'unité
| Presidential Unit Citation | Army Valorous Unit Award | Meritorious Unit Commendation | Army Superior Unit Award |
| -------------------------- | ------------------------ | ----------------------------- | ------------------------ |
|                            |                          |                               |                          |

## Rubans de service
| Army Sea Duty Ribbon | NCO Professional Development Ribbon | Army Service Ribbon | Army Overseas Service Ribbon | Army Reserve Components Overseas Training Ribbon |
| -------------------- | ----------------------------------- | ------------------- | ---------------------------- | ------------------------------------------------ |
|                      |                                     |                     |                              |                                                  |

## Marksmanship Competition Awards
| President's Hundred Tab | Army Distinguished Shooter Badges | Army Interservice Competition Badge | Army Excellence-In-Competition Badges |
| ----------------------- | --------------------------------- | ----------------------------------- | ------------------------------------- |
|                         |                                   |                                     |                                       |

## Autres distinctions

### Distinctions honoraires
Distinctions honoraires fédérales (avec ordre de préséance)
- Decoration for Exceptional Civilian Service
- Meritorious Civilian Service Award
- Superior Civilian Service Award
- Commander's Award for Civilian Service
- Achievement Medal for Civilian Service

Sans ordre de préséance
- Secretary of the Army Award for Outstanding Achievement in Materiel Acquisition
- Certificate of Appreciation for Patriotic Civilian Service (and lapel pin)
- Armed Forces Civilian Service Medal

Décorations civiles de l'armée de terre
- Decoration for Distinguished Civilian Service
- Secretary of the Army Public Service Award
- Outstanding Civilian Service Award
- Commander's Award for Public Service

Awards of unique achievement
- Brigadier General Jeremiah P. Holland Award - awarded to the most outstanding military police unit, company size or smaller, each fiscal year.
- Secretary of the Army Awards for Program/Project Management
- Zachary and Elizabeth Fisher Distinguished Civilian Humanitarian Award
- Civilian Award for Humanitarian Service